# Satin duchesse

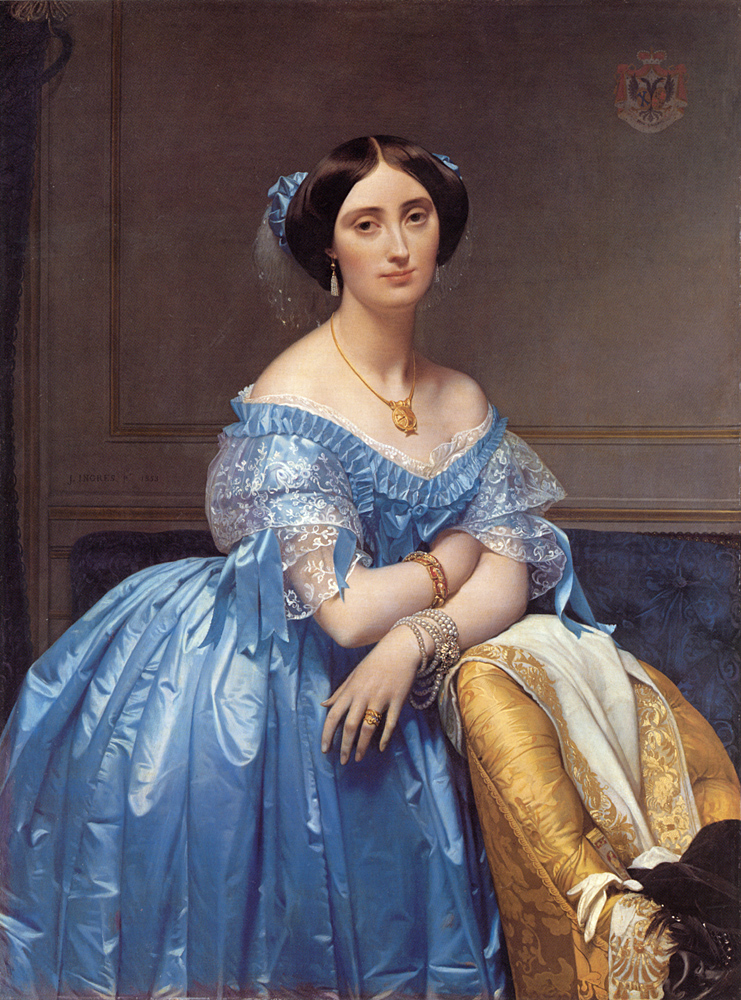
Portrait de la princesse Albert de Broglie, née Joséphine-Eléonore-Marie-Pauline de Galard de Brassac de Béarn (1851-1853), Jean-Auguste-Dominique Ingres, huile sur toile, Metropolitan Museum of Art (New York), collection Robert Lehman. Ingres reproduit ici le volume et la brillance du satin duchesse bleu dans lequel est réalisée la robe de la princesse.

Le satin duchesse est une étoffe de soie de haute qualité au lourd tomber et à la brillance chatoyante. 

## Composition
Le satin duchesse est un tissu de haute qualité, lourd et brillant en soie, demi-soie ou fibres synthétiques. À l'origine, il s'agissait d'une armure de satin en pure soie.
Aujourd'hui, ce type de tissu est également produit en fibres synthétiques. Un nombre élevé de fils de chaîne (100 à 200/dm) et de trame (40 à 90/dm) sont sélectionnés pour ces tissages. Le nombre de fils dans la chaîne se situe entre 6,8 et 3,4 et dans la trame entre 14 et 6,8. 
Le grammage se situe entre 60 et 140 g/m², ce qui provoque un tomber fluide. La chaîne dense crée un effet très brillant.
Exécuté avec des fils teints, le satin duchesse, aux reflets chatoyants et à l'envers mat, est considéré comme le plus beau des satins.

## Usage
Le satin duchesse est utilisé pour la confection de robes et chemises de fête et de cérémonie et employé comme doublure dans les vestes et les manteaux. 

Corsage, jupe et manteau d'une tenue de mariée de l'époque victorienne (1895)
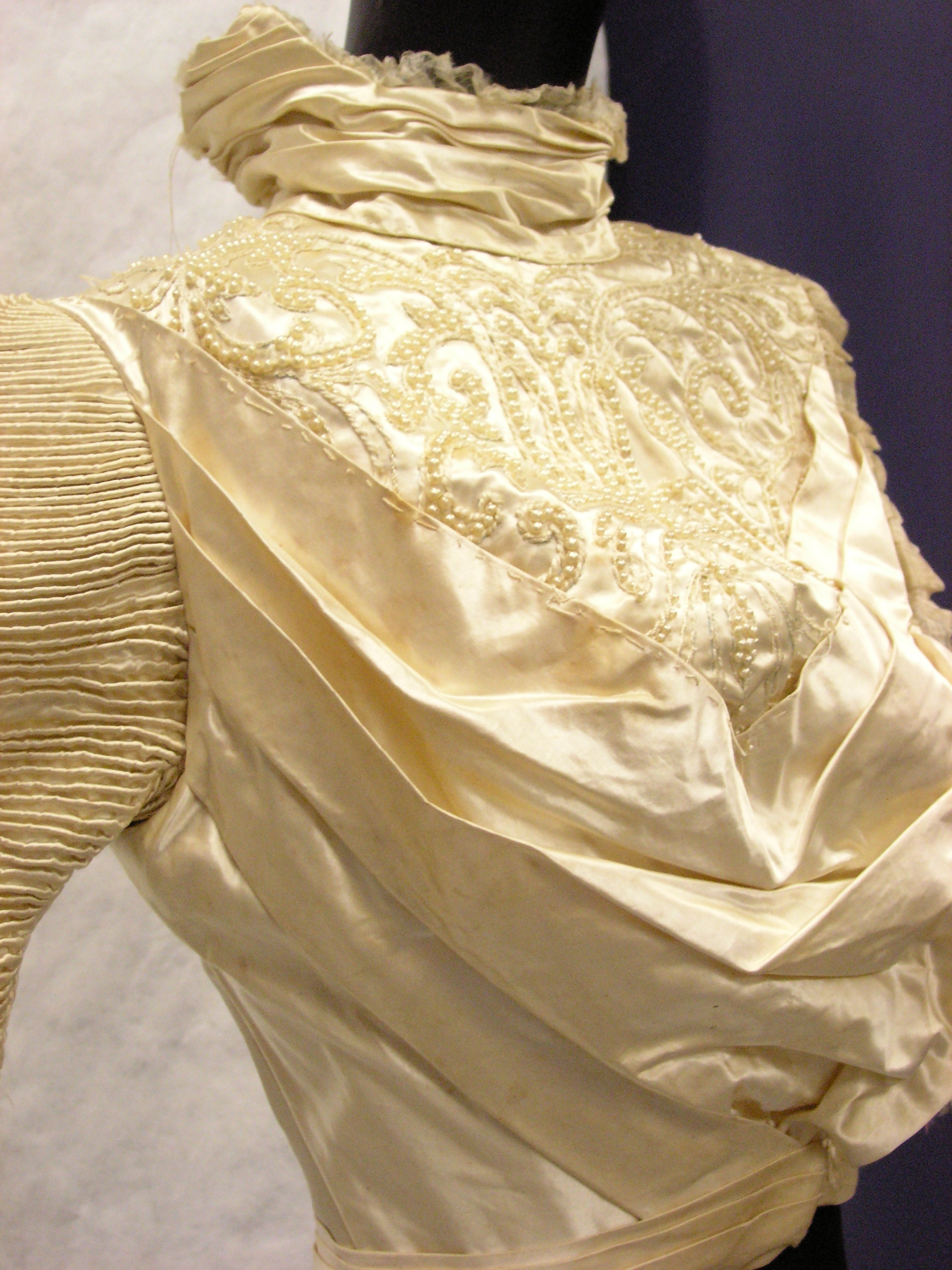
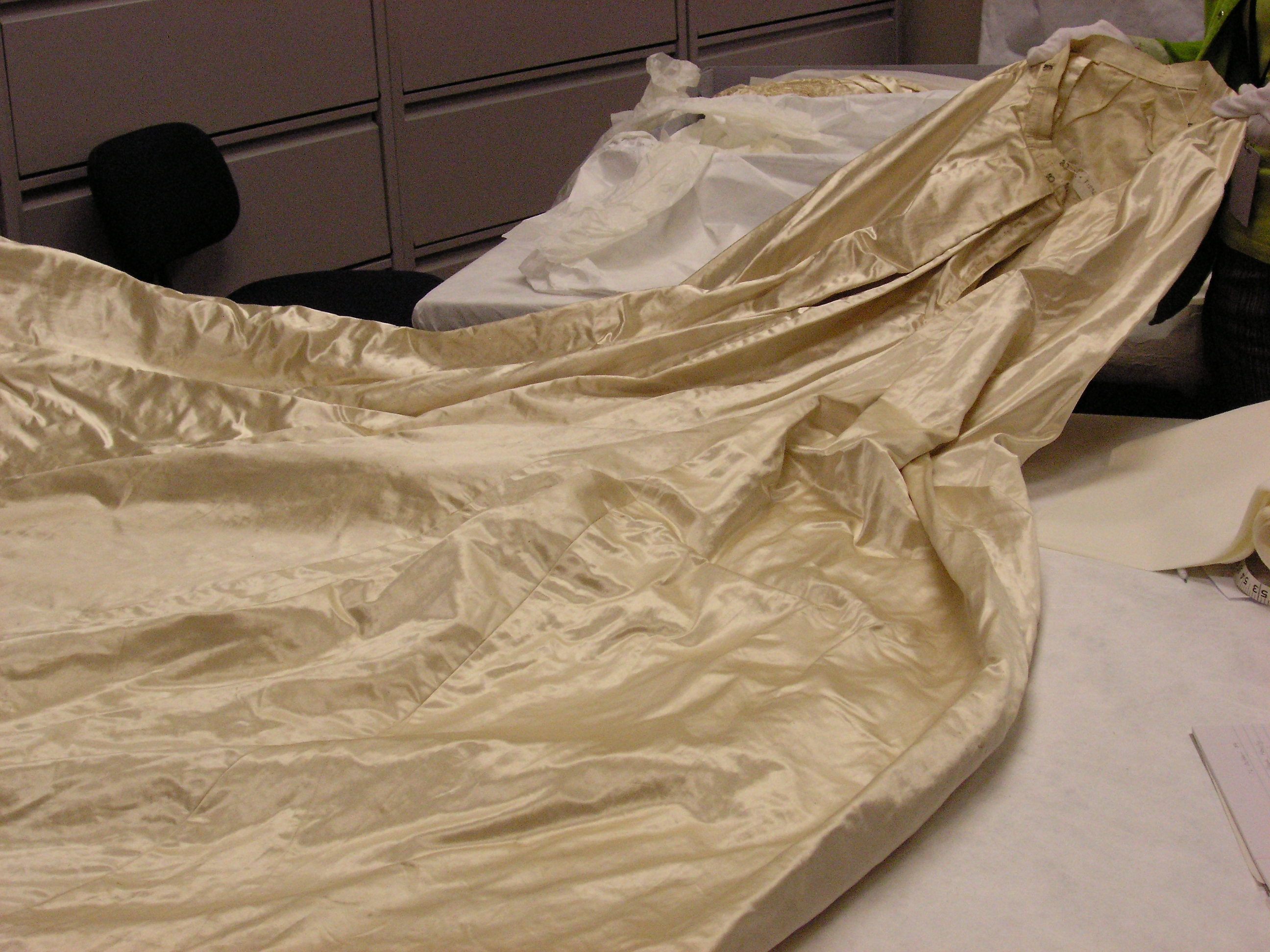
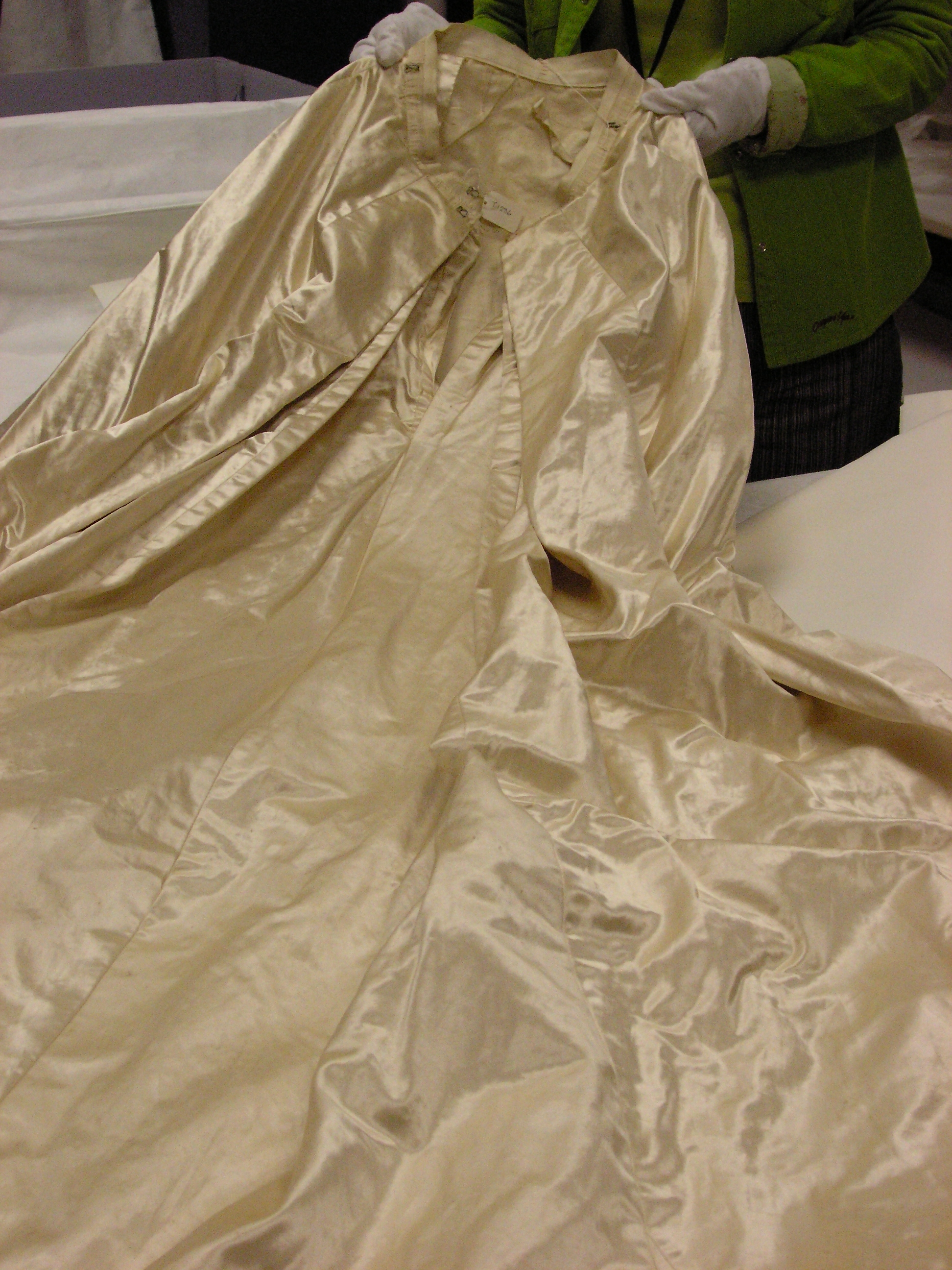

## Représentation
Son lourd tomber et sa brillance chatoyante ont inspiré nombre d'artistes depuis la Renaissance.

Le satin duchesse dans l'art
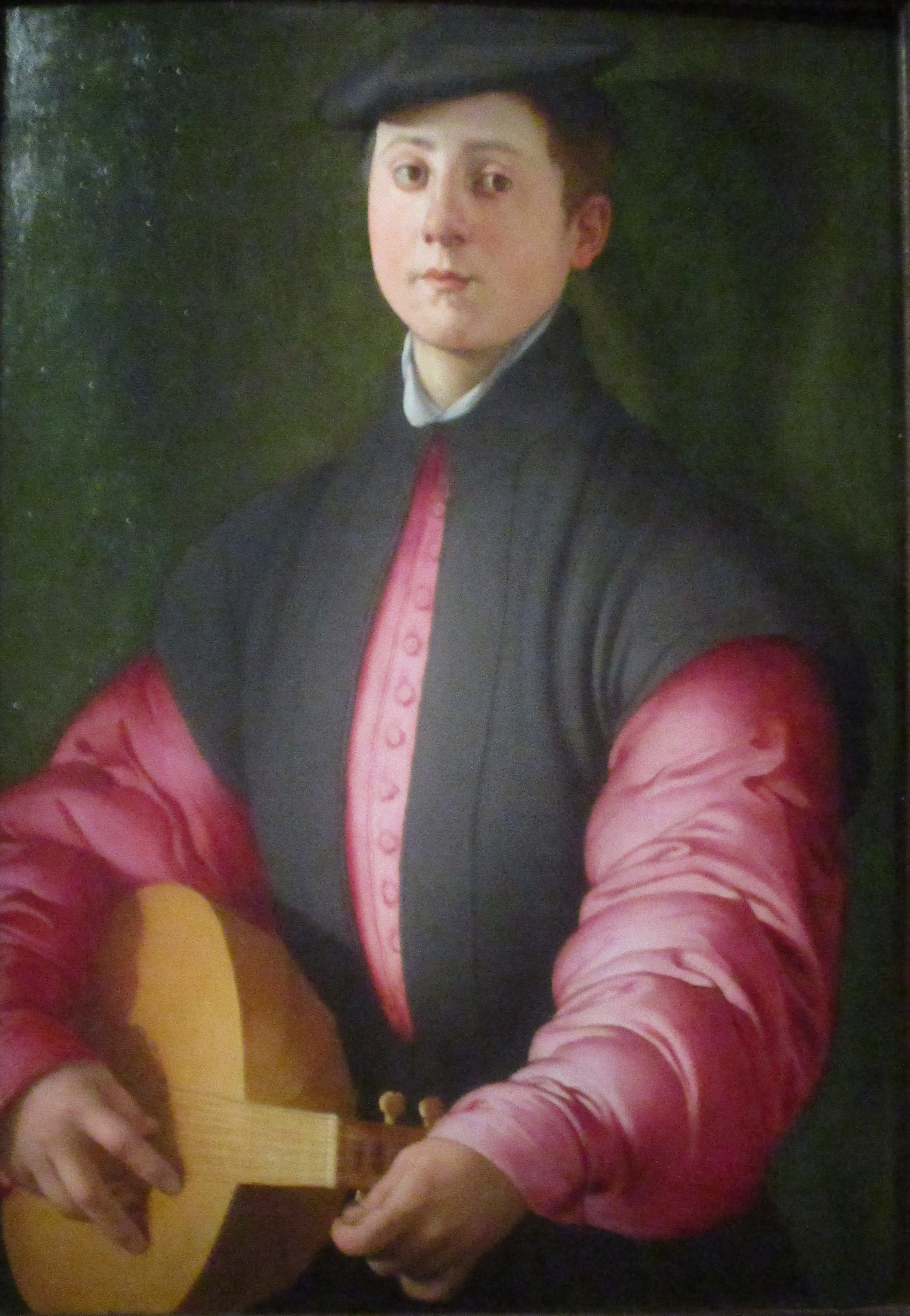
Portrait d'un joueur de luth (1529-1530), Pontormo, huile sur bois 81,2 × 57,7 cm), collection Alana, Newark (Delaware).
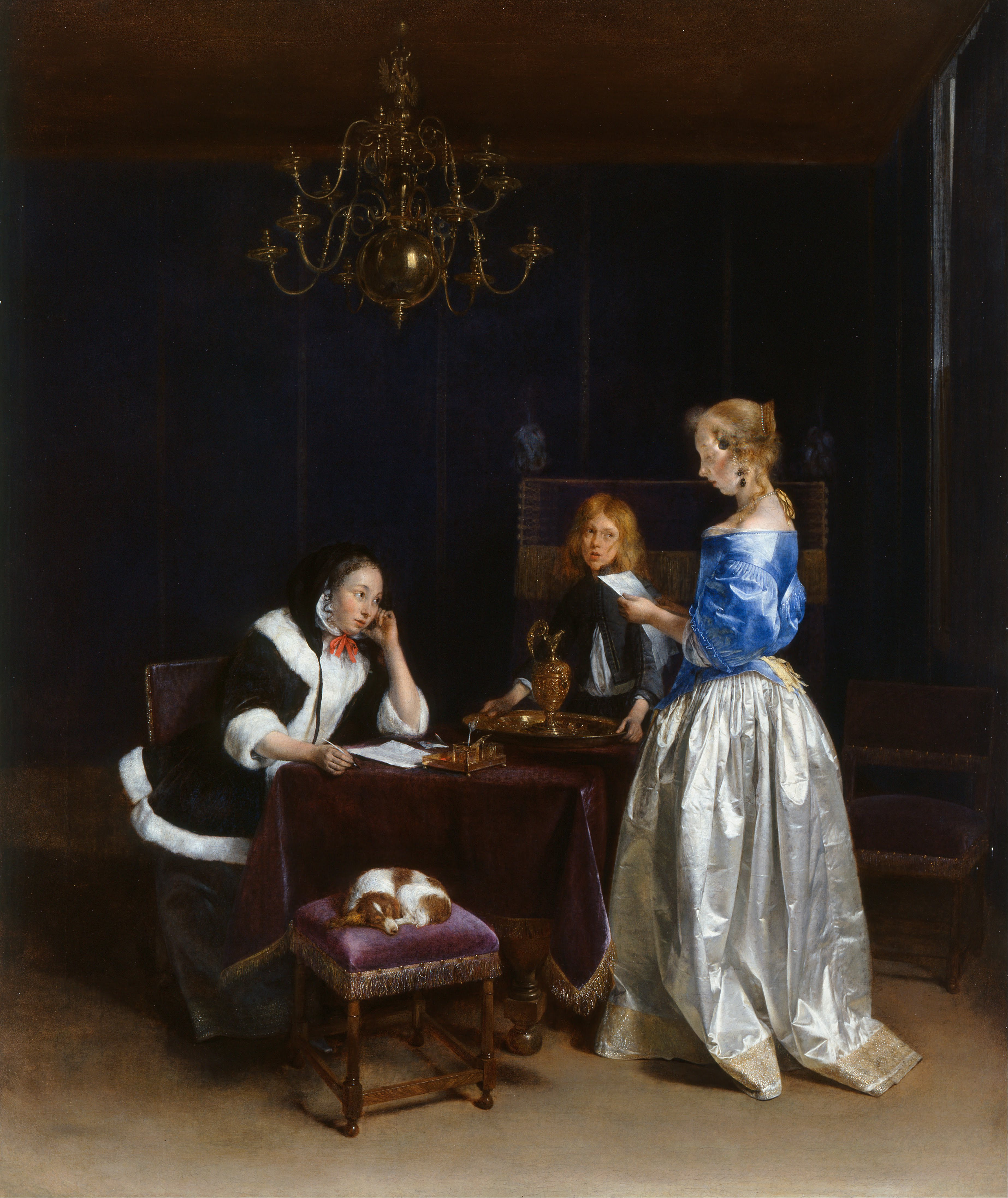
La Lettre (nl) (1660-1665), Gerard ter Borch, huile sur toile (81,9 × 68,4 cm), Royal Collection (Royaume-Uni).
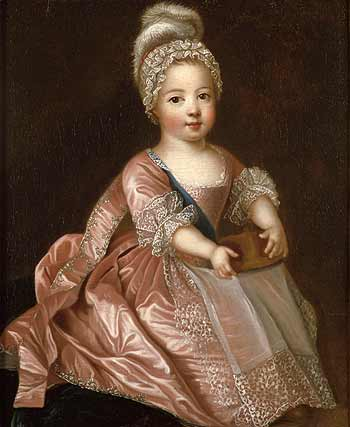
Portrait de Louis XV enfant (vers 1712), Pierre Gobert, huile sur toile (45 × 36,2 cm), fondation Yannick et Ben Jakober (es), Alcúdia (Majorque).
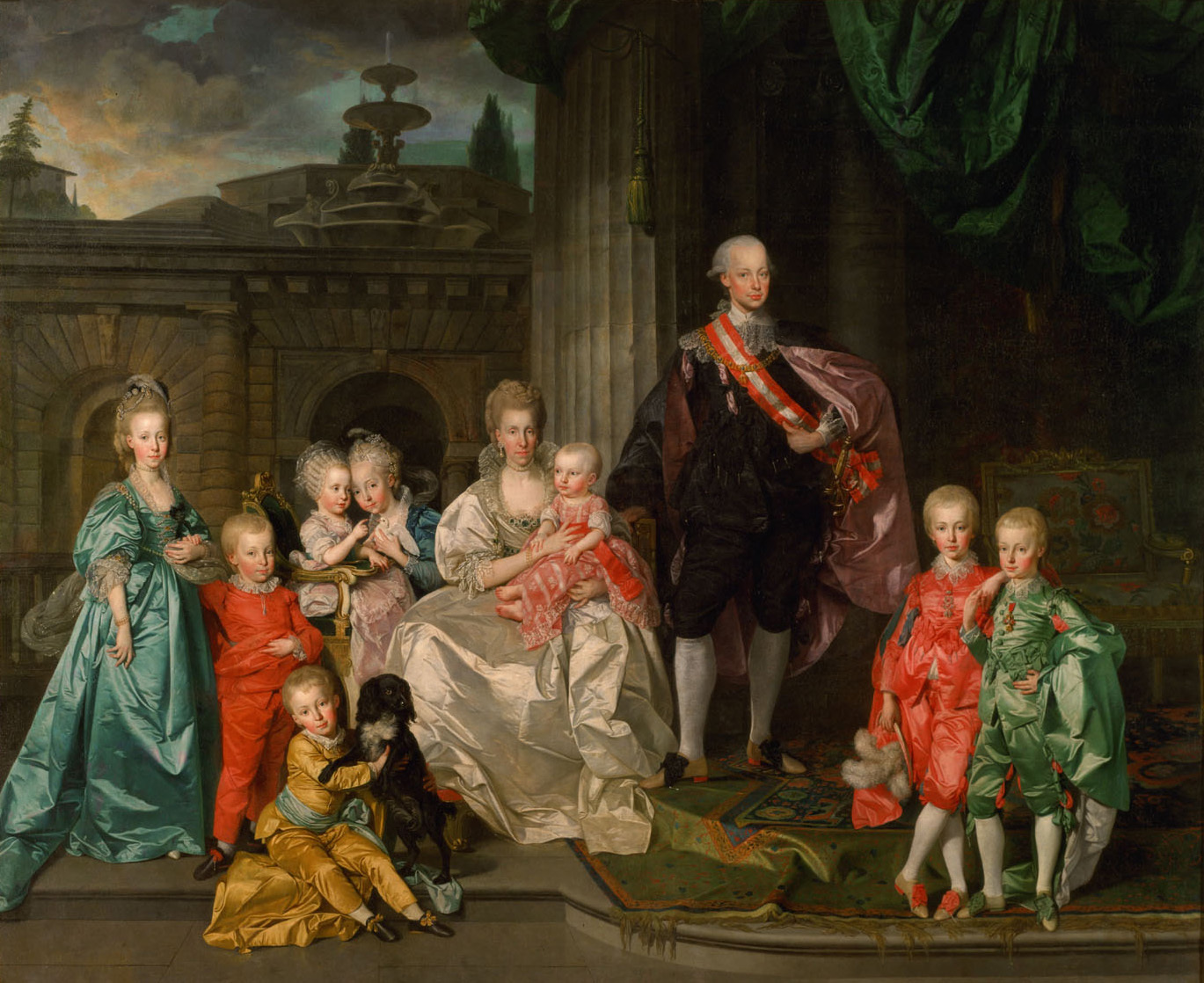
Le grand-duc Léopold Ier de Toscane avec sa femme Marie-Louise et leurs enfants au palais Pitti de Florence (1776), Johan Joseph Zoffany, huile sur toile (325 × 398 cm), musée d'Histoire de l'art de Vienne.